# He's Gonna Step On You Again
"He's Gonna Step on You Again" (também conhecida como "Step On") é uma canção originalmente interpretada por John Kongos, co-escrita por Kongos e Christos Demetriou, e lançada pela primeira vez em 1971 pela Fly Records. Entrou no UK Singles Chart em 22 de maio de 1971 e passou 14, chegando a posição de N° 4. Covers da música foram sucessos nas paradas várias vezes, inclusive para Happy Mondays em 1990.
Foi citada no Guinness Book of Records como sendo a primeira música a ter utilizado um sample. No entanto, de acordo com a nota do encarte da reedição do CD do álbum Kongos, é na verdade um loop de fita de bateria africana, e o uso de loops de fita e instrumentos usando samples pré-gravados como o Mellotron e o Optigan foi bem estabelecido por desta vez.

## Paradas
| Gráfico (1971) | Gráfico (1971)          | Pico |
| País           | Qualificador            | Pico |
| -------------- | ----------------------- | ---- |
| Austrália      | Go-Set National Top 40  | 2    |
| Canadá         | RPM                     | 77   |
| França         | IFOP                    | 9    |
| Alemanha       | GfK                     | 26   |
| Países Baixos  | Dutch Top 40            | 27   |
| Países Baixos  | Single Top 100          | 22   |
| África do Sul  | Springbok Radio         | 2    |
| Reino Unido    | Official Charts Company | 4    |
| Estados Unidos | Billboard Hot 100       | 70   |

## Covers

### Versões australianas de 1987
Em 1987, três bandas australianas (Party Boys, Chantoozies e Exploding White Mice) lançaram cada uma sua própria versão cover de "He's Gonna Step on You Again". O single dos Party Boys foi lançado em maio e alcançou a posição número 1, por duas semanas, no final de julho na parada Australian Music Report, enquanto a versão Chantoozies alcançou a posição 36.

#### The Party Boys
The Party Boys lançaram uma versão cover em 1987 que alcançou o primeiro lugar no Australian Music Report e o décimo lugar na New Zealand Singles Chart. A banda também gravou um single de 12 polegadas, "He's Gonna Step on You Again" (Stomp mix) com remixagem de Nick Mainsbridge, que foi apoiado por "She's a Mystery".
| Gráfico (1987) | Gráfico (1987)          | Pico |
| País           | Qualificador            | Pico |
| -------------- | ----------------------- | ---- |
| Austrália      | Australian Music Report | 1    |
| Nova Zelândia  | Recorded Music NZ       | 10   |

#### Chantoozies
The Chantoozies lançaram uma versão em 1987 como o segundo single de seu primeiro álbum de estúdio Chantoozies. A canção alcançou a posição 36 no Australian Kent Music Report.

##### Listagens de faixas

###### 7-inch single (K301)
- Lado A "He's Gonna Step on You Again"
- Lado B "Twenty Six 02"

###### 12-inch single (X 14504)
- Lado A "He's Gonna Step on You Again" (versão de 12")
- Lado B1 "He's Gonna Step on You Again" (versão de 7")
- Lado B2 "Twenty Six 02"

| Gráfico (1987) | Gráfico (1987)          | Pico |
| País           | Qualificador            | Pico |
| -------------- | ----------------------- | ---- |
| Austrália      | Australian Music Report | 36   |

#### Happy Mondays
A banda inglesa Happy Mondays fez um cover da música em 1990, renomeando-a como "Step On", com dois videoclipes diferentes. Foi originalmente concebido como uma contribuição para a compilação Rubáiyát: Elektra's 40th Anniversary para seu selo americano Elektra, mas eles decidiram mantê-lo para lançar como single e, em vez disso, fizeram um cover de "Tokoloshe Man" de Kongos para a compilação. A versão Happy Mondays incorpora uma pequena amostra de três notas de guitarra do original.
"Step On" se tornou o single mais vendido do Happy Mondays, alcançando a 5ª posição no Reino Unido e a 57ª posição na parada Billboard Hot 100 dos EUA. A letra "you're twisting my melon, man" foi usada na autobiografia do cantor Shaun Ryder, Twisting My Melon.

##### Gráficos
| Gráfico (1971) | Gráfico (1971)   | Pico |
| País           | Qualificador     | Pico |
| -------------- | ---------------- | ---- |
| Reino Unido    | UK Singles (OCC) | 50   |

###### Certificações
| País                                                         | Certificação | Vendas   |
| ------------------------------------------------------------ | ------------ | -------- |
| Reino Unido (BPI)                                            | Ouro         | 400,000‡ |
| ‡ Número de vendas+streaming baseados apenas na certificação |              |          |